# Oksamnichina
Oksamnichina – organiczny związek chemiczny, lek stosowany w schistosomatozie wywołanej przez przywry Schistosoma mansoni.

## Działania niepożądane
- ból głowy
- zawroty głowy
- senność
- drgawki
- czerwone zabarwienie moczu

Po zażyciu leku nie należy prowadzić pojazdów i obsługiwać urządzeń mechanicznych.

## Dawkowanie
Dawka lecznicza wynosi 20 mg/kg masy ciała na dobę w 2 dawkach podzielonych przez 1 dzień.

## Preparaty
- Vansil, Mansil.